# Malte Krook
Per Malte Krook, född 27 april 1949 på Öckerö i Göteborgs och Bohus län, är en svensk trubadur och viskompositör.
Krook var från 1974 medlem i Göteborgs visgrupp som utgav albumet Riv alla stängsel (1978). I slutet av 1970-talet inledde han ett samarbete med visgruppen Andra bullar. I denna grupp ingick bland andra Margareta Abrahamsson, som han ofta sjöng tillsammans med ända till hennes frånfälle. Han har senare varit med i Kalle Storm, är idag med i Musikgruppen KAL och The Bogside Band och brukar framträda på visfestivaler runtom i Norden.